# Feng Tianwei
Feng Tianwei (Harbin, 31 de agosto de 1986) é uma mesa-tenista de Singapura. 

## Carreira
Feng representou seu país nos Jogos Olímpicos de 2008 e 2012 na qual conquistou a medalha de prata e dois bronzes.